# 공권유술
공권유술은 무술 도합 38단 강준이 1996년에 창시한 현대무술이다. 입식타격은 물론, 유도식 테이크 다운과 관절기, 코리안 주짓수식의 그라운드 기술을 허용하는 한국형 이종격투기, 종합격투기이다.